# 逆巻温泉
逆巻温泉（さかさまきおんせん）は、新潟県中魚沼郡津南町（旧国越後国）秘境秋山郷にある温泉である。

## 泉質
- 出典[1][2][3]。
- 自家源泉「逆巻温泉 蛇の湯」
- 泉温42.1度:湧出量13.8リットル/分（自然涌出）
- 泉質：ナトリウム・カルシウム-塩化物・硫酸塩泉（低張性弱アルカリ性高温泉）pH8.0。
- 蒸発残留物 1,101mg/kg、溶存物質（ガス成分を除く）1,168mg/kg、成分総計1,123mg/kg、メタケイ酸87.4mg/kg。
- 態様：源泉かけ流し、加水・加温なし（厳寒期のみ加温あり）、塩素消毒なし。無色透明無臭薄い塩味。
- 効能:皮膚病・水虫・神経痛・リウマチ・痛風・胃腸病・眼病・アトピー性皮膚炎・胃潰瘍・骨膜炎。

## 温泉地
秘境秋山郷の新潟県側唯一の温泉。標高550メートルの一軒宿（客室:5室）で、自然涌出の洞窟風呂『めいそうの湯』と中津川渓谷を望む『展望の湯』がある。山菜料理を中心に、熊鍋などのジビエ料理を味わうことができる。日帰り温泉も可能。

## 歴史
開湯は明治初期で180年の歴史がある。十二ノ木の庄屋だった先祖がイワナ釣りに来て源泉を買取り、宿を開業した。1953年（昭和28年）、文豪吉川英治は『新・平家物語』を執筆するため、初夏に1ヶ月間逗留した。『吾以外皆吾師也』『平家読むや今をむか志乃（しの）むしの声』の文章を残している。1965年（昭和40年）、宿泊棟を増設。2000年（平成12年）、新築。

## アクセス
公共交通

バス路線図。図の下部が秋山郷

- 北越急行ほくほく線・JR飯山線 十日町駅前より、南越後観光バス 十日町〜中里〜津南線[6]で、津南まで約40分。津南から南越後観光バスで見玉まで約25分[7]。デマンド交通「秋山郷線」[8]森宮交通[9]秋山郷線乗り合いタクシー[10]に乗り換え約5分。逆巻下車、徒歩約10分。
- 上越新幹線・上越線 越後湯沢駅前より、南越後観光バス<急行>湯沢〜清津峡〜津南〜森宮野原駅線[11]で、津南まで約50分。津南から南越後観光バスで見玉まで約25分。デマンド交通「秋山郷線」又は森宮交通秋山郷線乗り合いタクシーに乗り換え約5分。逆巻下車、徒歩約10分。

車
- 関越自動車道塩沢石打インターチェンジより、国道353号・国道117号経由、国道405号で約50分(37.5km)[12]。
- 関越自動車道越後川口インターチェンジより、国道117号経由、国道405号で約70分(48.5km)[13]。
- 上信越自動車道豊田飯山インターチェンジより、国道117号経由、国道405号で約71分(57.1km)[14]。

## 周辺
- 志賀高原・奥志賀スーパー林道・苗場山・鳥甲山・結東の石垣田[15][16]中津川・猿飛橋[17][18]・穴藤橋[19]・見倉橋[20][21]。
- 苗場山麓ジオパーク[22]・沖ノ原遺跡・津南町歴史民俗資料館[23][24]・見玉不動尊・石落し・津南醸造・龍源寺
- 大地の芸術祭 越後妻有アートトリエンナーレ・竜ヶ窪・ニュー・グリーンピア津南・清津峡